# Leksand BSK
Leksands Base o SBK eller Leksand Lumberjacks är en basebollklubb i den Svenska Elitserien i baseboll. Verksamheten startades redan på 1950-talet och har sedan dess varit en av de ledande föreningarna i svensk baseboll. Basebollaget har genom åren tagit 23 SM-guld, och softbollaget har 11 SM-guld. Leksand ligger 1:a i Svenska Baseboll & Softbollförbundets maratontabeller för både baseboll och softboll.
Föreningen har 2021 ungefär 200 medlemmar, spridda i pojk- och flicklag, juniorlag i både softboll och baseboll, och seniorlag på båda sidorna.

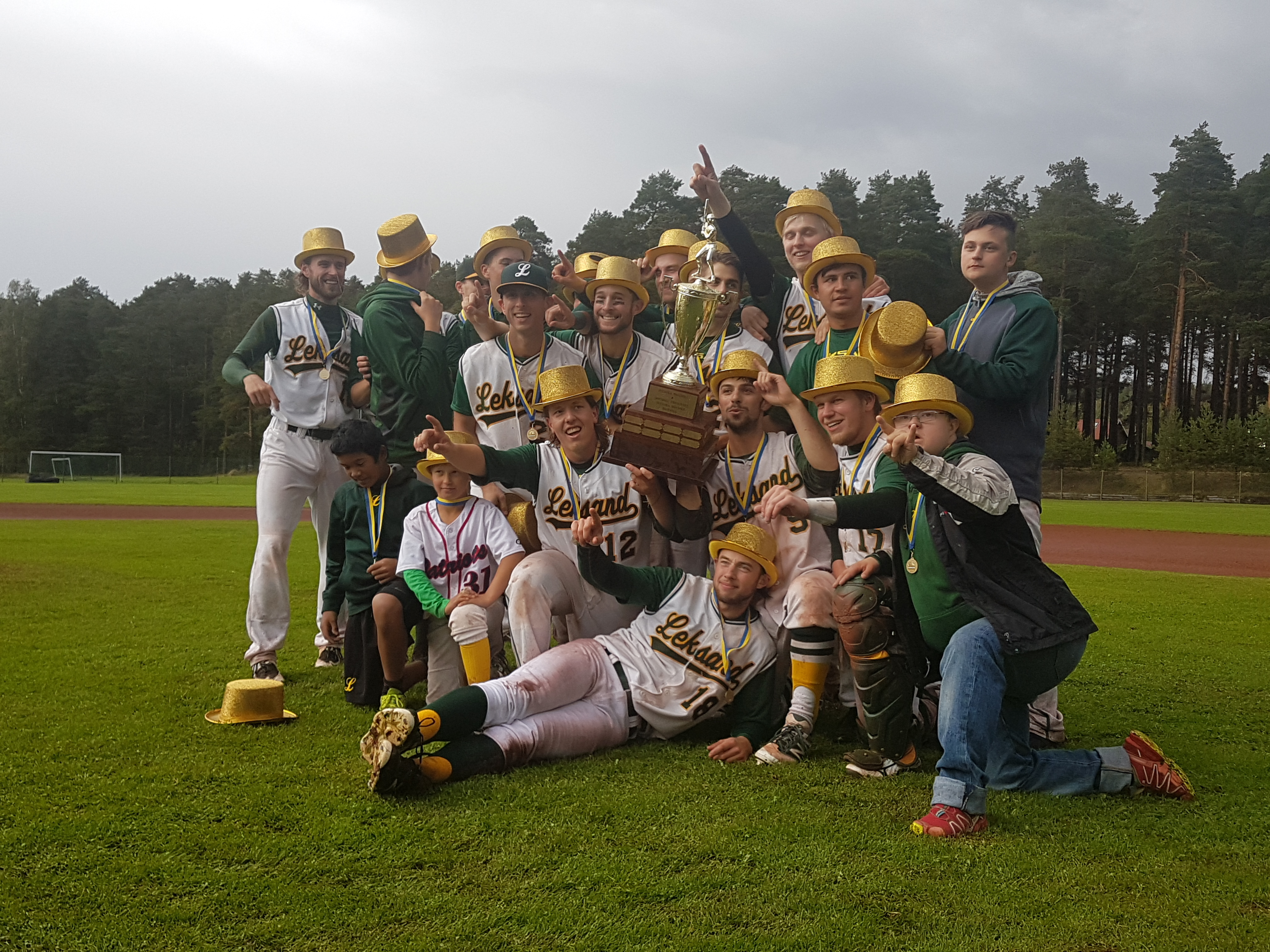
Leksand Lumberjacks firar efter att ha vunnit SM-guld i baseball 2016. Finalen spelades mot Stockholm och Leksand vann med 2-1 i matcher.
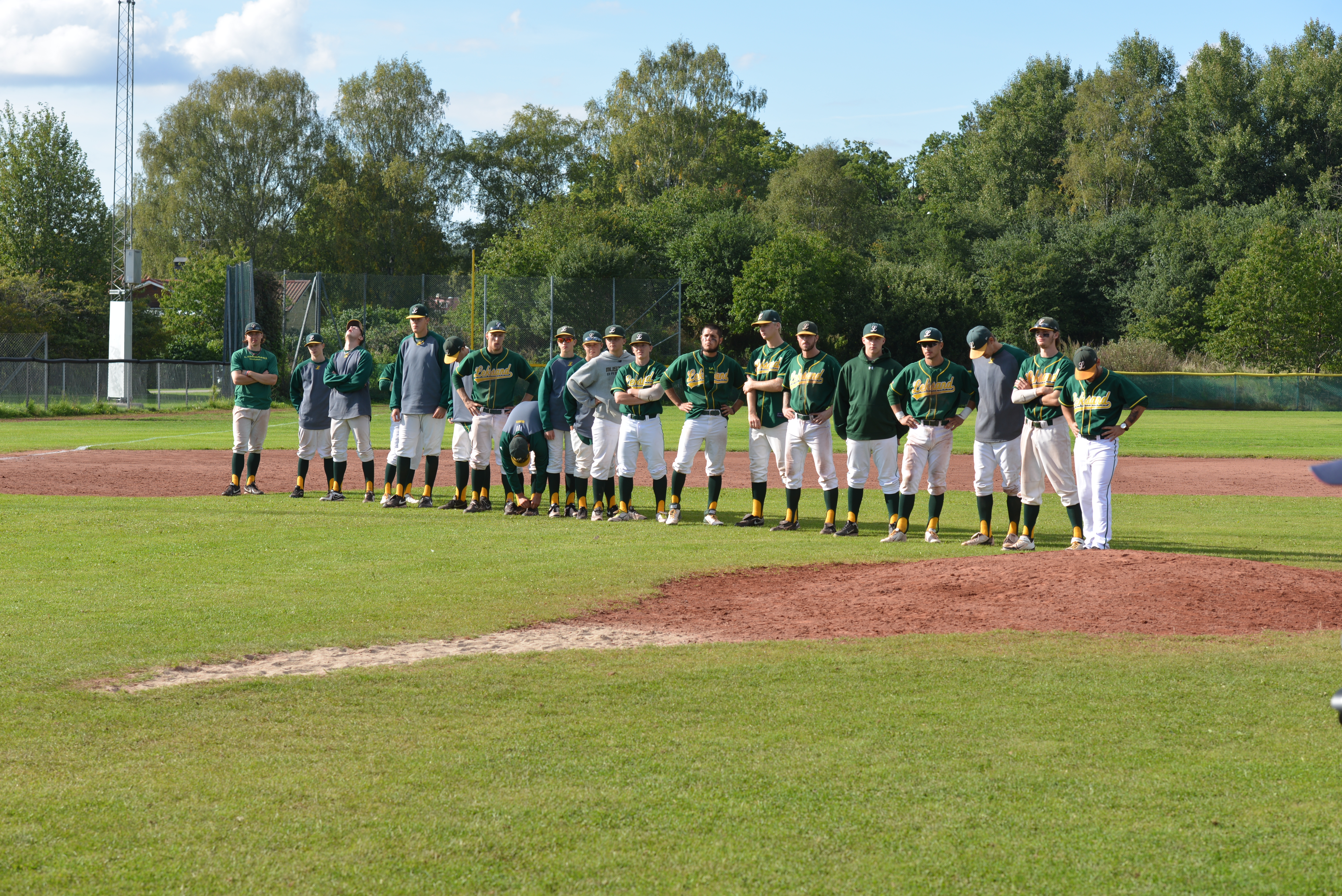
Laget efter förlusten mot Stockholm Monarchs i avgörande matchen i SM-finalen 2014.
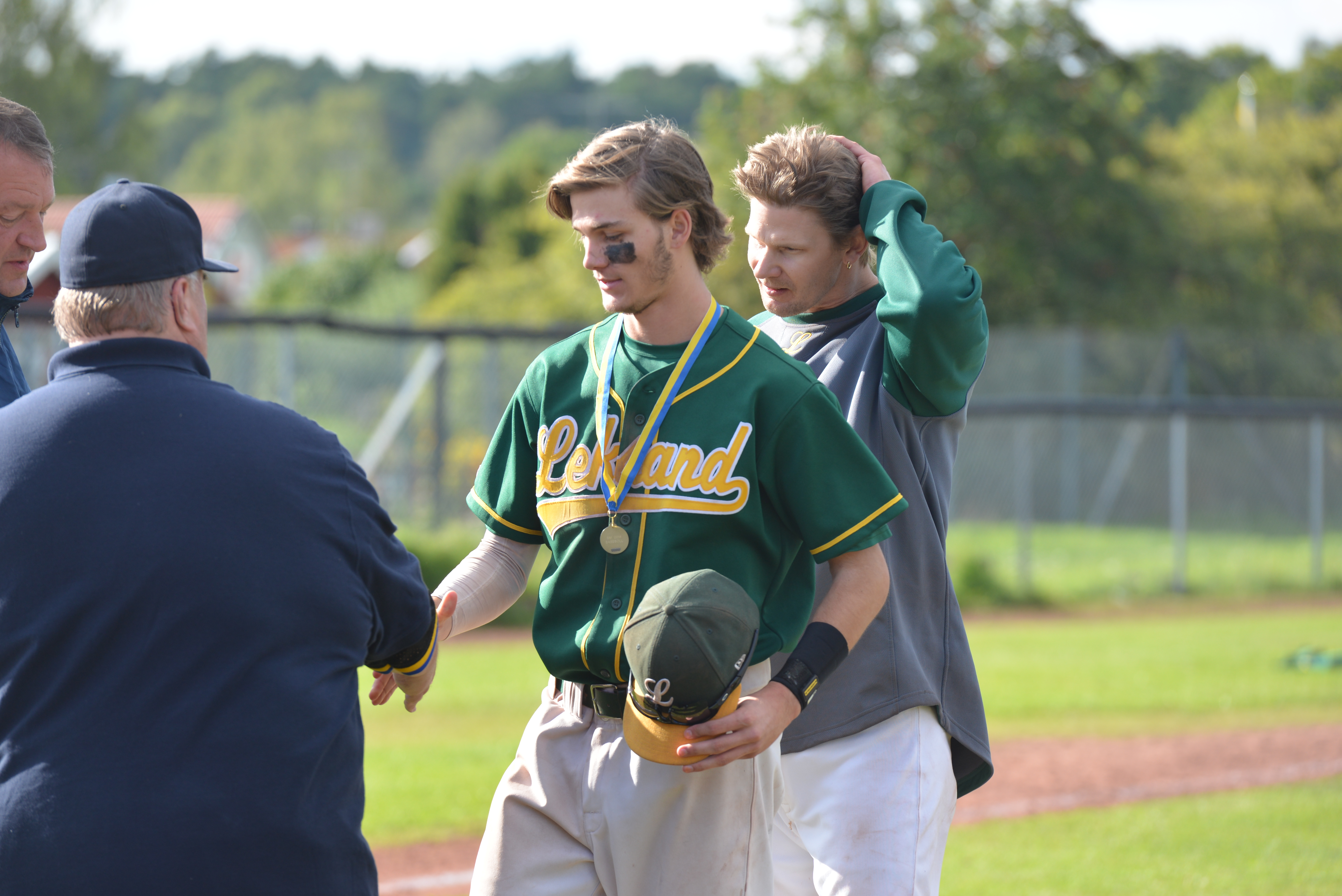
Emil Sahlin och Håkan Börjes tar emot silvermedaljer från Ulf Steinvall efter SM-finalen  2014.
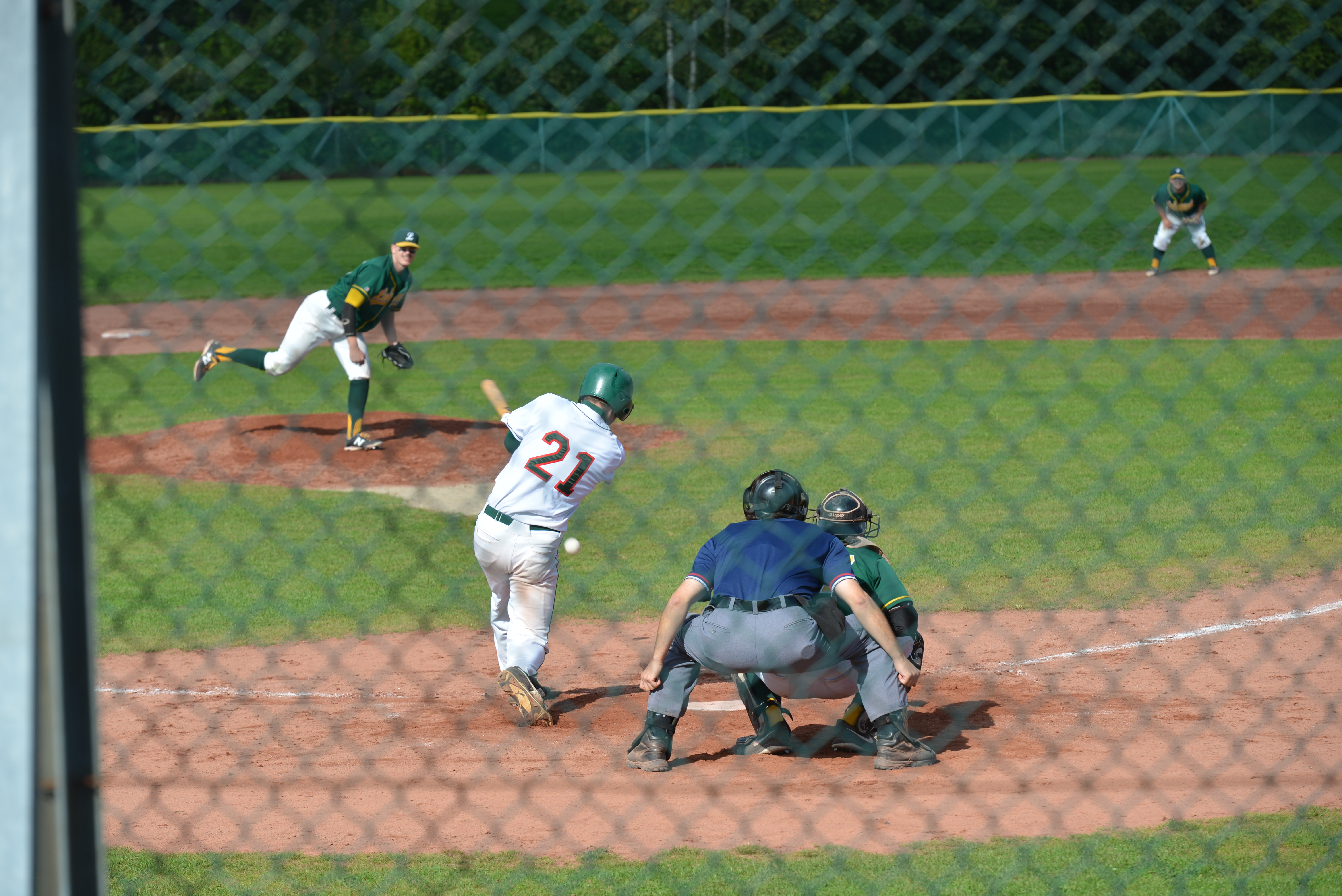
Leksands pitcher Per Sjörs i en match mot Stockholm Monarchs.
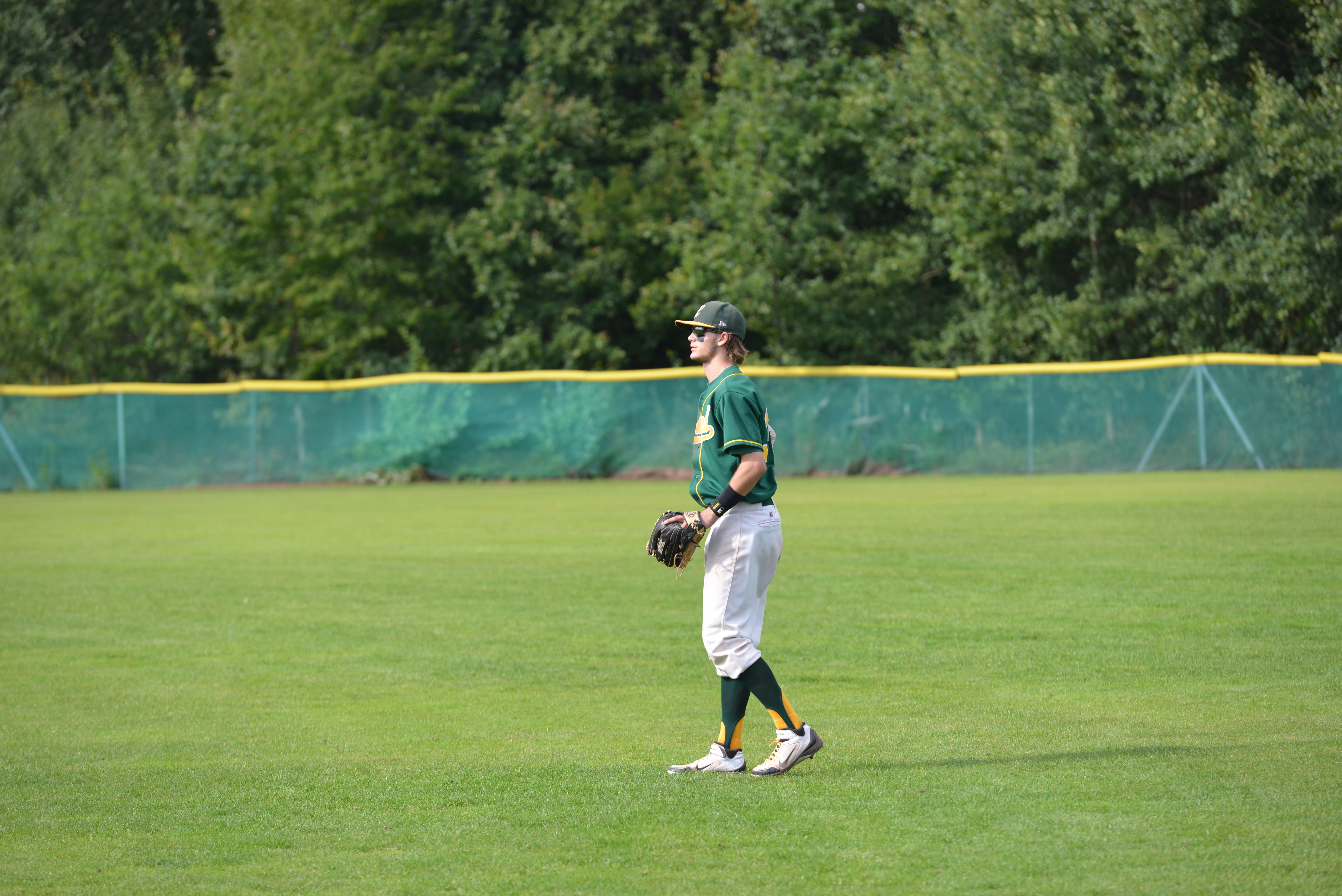
Emil Sahlin, left outfielder, i Leksand Lumberjacks.